# David Hasselhoff
David Michael Hasselhoff (ur. 17 lipca 1952 w Baltimore) – amerykański aktor i piosenkarz. Często określany po prostu jako „Hoff”, był wymieniony w Księdze rekordów Guinnessa jako „Najczęściej oglądana gwiazda telewizyjna na świecie”, dzięki głównym rolom zarówno w serialu Nieustraszony (1982–1986) jak i Słoneczny patrol (1989–2001).
Wielu Niemców kojarzy Hasselhoffa z wyśpiewanym w 1989 na berlińskim murze hymnem na rzecz wolności „Looking for Freedom”, który tygodniami utrzymywał się w Niemczech na listach przebojów.
12 stycznia 1996 otrzymał własną gwiazdę w Alei Gwiazd w Los Angeles znajdującą się przy 7018 Hollywood Boulevard.

## Życiorys

### Młodość
Przyszedł na świat w Baltimore w Maryland w rodzinie rzymskokatolickiej (obecnie jest luteraninem) jako jedyny syn i drugie z pięciorga dzieci Dolores Therese (z domu Mullinex) i Josepha Vincenta Hasselhoffa, menedżera bezpieczeństwa. Jego rodzina była pochodzenia niemieckiego, irlandzkiego i angielskiego. Ma cztery siostry – starszą Daine (ur. 19 maja 1950) oraz trzy młodsze: Joyce (ur. 1 lipca 1954), Jean (ur. 7 marca 1956) i Lisę (ur. 5 lipca 1968). Kiedy miał trzy lata, wraz z rodziną przeprowadził się do Jacksonville. W wieku siedmiu lat wziął udział w szkolnej inscenizacji Major Domo i przedstawieniu Piotruś Pan, a mając osiem lat wystąpił w widowisku Braci Grimm Titelitury (Rumplestilskin). Uczęszczał do Marist High School w Atlancie w stanie Georgia oraz na warsztaty teatralne. W 1970 ukończył Lyons Township High School w La Grange w Illinois. Studiował potem na wydziale teatralnym w Akademii Sztuk Dramatycznych w Pontiac w Michigan oraz Kalifornijskim Instytucie Sztuk w Valencia (Santa Clarita), w centrum hrabstwa Los Angeles. Gdy dorabiał jako kelner, został dostrzeżony przez agentkę filmową Joyce Salznick.

### Kariera ekranowa
Po raz pierwszy na małym ekranie pojawił się w seryjnym programie muzycznym NBC Dean Martin zaprasza (The Dean Martin Show, 1973) i dramacie telewizyjnym ABC Griffin i Phoenix: Historia pewnej miłości (Griffin and Phoenix: A Love Story, 1976) z udziałem Petera Falka i Jill Clayburgh. Przepustką do sławy stała się postać bojowego doktora Billa „Snappera” Fostera w operze mydlanej CBS Żar młodości (The Young and the Restless, 1975–1982). Użyczył głosu żabie Kermitowi w niemieckojęzycznej wersji Muppet Show.
Na kinowym ekranie zadebiutował w komedii sportowej Odwet cheerleaderek (Revenge of the Cheerleaders, 1976) z Robertem Carradine. Wielki sukces zdobył rolą policjanta-kierowcy Michaela Knighta, właściciela mówiącego Pontiaca w serialu NBC Nieustraszony (Knight Rider, 1982–1986), za którą w 1983 roku został uhonorowany nagrodą People’s Choice Award. Zagrał skazańca w komedii telewizyjnej NBC Romans pani Cartier/Diamentowa afera (The Cartier Affair, 1984) u boku Joan Collins i Telly Savalasa. Gościł w operze mydlanej NBC Santa Barbara (1984).
Popularność przyniosła mu kreacja ratownika kapitana Mitcha Buchannona w serialu NBC Słoneczny patrol (Baywatch, 1989–2001) oraz spin-off Nocny patrol (Baywatch Nights, 1995–1997), gdzie spełnił się także jako producent, reżyser i scenarzysta.
W 2005 zdobył Nagrodę Filmfare w kategorii międzynarodowa gwiazda roku i nagrodę TV Land – „Kto wiedział, że potrafią śpiewać?”.
W 2011 był jurorem w amerykańskiej wersji programu Mam talent!. W 2013 za występ w filmie Pirania 3DD (Piranha 3DD, 2012) był nominowany do Złotej Maliny jako najgorszy aktor drugoplanowy.
Wcielał się w przekoloryzowaną wersję samego siebie w serialach i filmach, w tym w reality-show The Hasselhoffs (2010), sitcomie Hoff the Record (2014–2016) na brytyjskim kanale Dave i komedii sensacyjnej Killing Hasselhoff (2017).

### Kariera muzyczna
W 1985 rozpoczął karierę muzyczną jako piosenkarz pop. Nagrał debiutancką płytę Night Rocker (1984) i wyruszał w trasy koncertowe. Wylansował potem takie przeboje jak „Looking for Freedom” (1989) i „Crazy for You” (1990), które pochodziły z jego kolejnych nagranych albumów i cieszyły się największym powodzeniem w Niemczech, Szwajcarii i Austrii.
W 1989 jego piosenka „Looking for Freedom” przez osiem tygodni znajdowała się na szczycie list przebojów w RFN, zaśpiewał ją tuż po zburzeniu Muru Berlińskiego podczas sylwestrowej nocy. Był wielokrotnie na okładce „Bravo”. Kolejny jego album A Real Good Feeling (2011) zyskał popularność w Europie. Nagrywał zarówno covery, jak Hooked on a Feeling, jak i oryginalne kompozycje. W 2015 nagrał utrzymaną w klimacie lat 80. piosenkę „True Survivor”, która znalazła się na ścieżce dźwiękowej filmu Kung Fury (2015), który stał się hitem internetowym. W 2020 wystąpił gościnnie z zespołem CueStack w pierwszym metalowym utworze w swojej karierze, zatytułowanym „Through the Night”.

### Kariera sceniczna
Od 28 kwietnia 1997 do 7 stycznia 2001 występował na scenie Broadwayu w bardzo dobrze przyjętym przez krytyków i publiczność musicalu Jekyll & Hyde jako dr Henry Jekyll i Edward Hyde. Od 16 lipca 2004 przez trzy miesiące grał główną rolę Billy’ego Flynna w londyńskich przedstawieniach Chicago.
Grał też w musicalach: Grease jako Danny Zuko, Jesus Christ Superstar w roli Judasza Iskarioty, Producenci Mela Brooksa jako Roger DeBris w Las Vegas i The Rocky Horror Show jako dr Frank N. Furter w Los Angeles. Z kolei jako Kapitan Hak w musicalu Piotruś Pan odbył tournée w Londynie (2010–2011), Bristol (2011–2012), Manchestere (2012–2013), Nottingham (2013–2014), Southend (2014–2015) i Cardiff (2016–2017).
W latach 2015–2016 odbył tournée w Wielkiej Brytanii w roli Rossa w produkcji Last Night a DJ Saved My Life. W latach 2019–2020 w londyńskim Savoy Theatre występował jako Franklin Hart Jr. w musicalu Od dziewiątej do piątej (9 to 5 The Musical).

## Życie prywatne

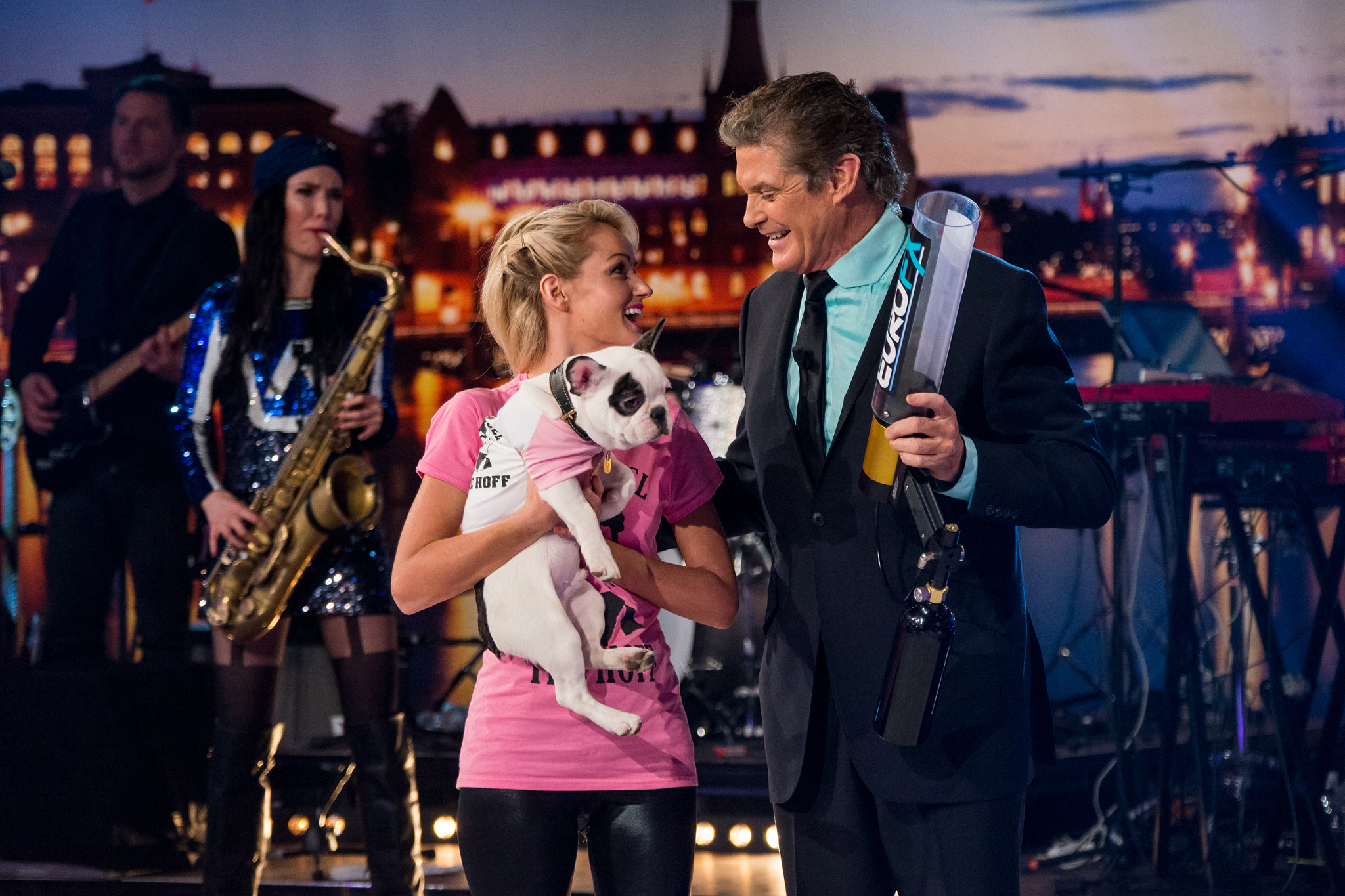
David Hasselhoff w 2014 roku z jego przyszła żoną Hayley Roberts

Spotykał się z sympatią ze szkoły średniej Sandy Shirley i aktorką Robertą Leighton. Był dwukrotnie żonaty z aktorkami. 24 marca 1984 ożenił się z Catherine Hickland. 1 marca 1989 doszło do rozwodu. 8 grudnia 1989 poślubił Pamelę Bach, z którą ma dwie córki: Taylor-Ann (ur. 5 maja 1990) i Hayley (ur. 26 sierpnia 1992). W lutym 2003 Hasselhoff i jego żona Pamela odnieśli niewielkie obrażenia, gdy motocykl, na którym jechali, uderzył w lekki słup. 27 lipca 2006 rozwiedli się.
Pomógł uratować ofiarę wypadku samochodowego i uratował tonące dziecko. 26 czerwca 2002 zgłosił się do kliniki Betty Ford z powodu problemów związanych z alkoholizmem. 3 maja 2007 w Internecie jego córka nagrała i upubliczniła krótkie, dramatyczne wideo, na którym pijany Hasselhoff czołga się po podłodze, wymiotuje i powtarza, że czuje się samotny. Po wyjściu z kliniki leczenia uzależnień znów zaczął pić, a dopiero w maju 2009 prawnik aktora oznajmił, że znów jest w trakcie leczenia i pozostaje zupełnie trzeźwy.
31 lipca 2018 we Włoszech poślubił Hayley Roberts, z którą od dwóch lat był zaręczony.

## Filmografia

### Filmy kinowe
- 1976: Odwet cheerleaderek (Revenge of the Cheerleaders) jako Boner
- 1979: Przygody Stelli Star (Starcrash) jako Simon
- 1988: Zwariowane świry: Powrót z przyszłości (Zärtliche Chaoten II) jako Michael Trutz von Rhein
- 1988: Czarna magia (La Casa 4 (Witchery)) jako Gary
- 1988: Starke Zeiten jako David
- 1989: W.B. Blue i Bean (W.B., Blue and the Bean) jako White Bread
- 1990: Końcowa rozgrywka (The Final Alliance) jako Will Colton
- 1995: Baywatch: Forbidden Paradise jako Mitch Buchannon
- 1998: Słoneczny patrol: Biały piorun na Glecier Bay (Baywatch: White Thunder at Glacier Bay) jako Mitch Buchannon
- 1998: Dziedzictwo (Legacy) jako Jack Scott
- 2001: Przerwa w podróży (Layover) jako Dan Morrison
- 2003: Przelotny wyścig (Fugitives Run) jako Clint
- 2004: Apetyt na seks (A Dirty Shame) jako on sam
- 2004: Zabawy z piłką (Dodgeball: A True Underdog Story) jako niemiecki trener
- 2005: Eurotrip jako on sam
- 2006: Klik: i robisz, co chcesz (Click) jako Ammer
- 2009: Legenda tańczącego ninja (The Legend of the Dancing Ninja)
- 2012: Pirania 3DD (Piranha 3DD) jako on sam
- 2017: Baywatch. Słoneczny patrol (Baywatch) jako Mentor

### Filmy TV
- 1979: Rozkosze zatoczki (Pleasure Cove) jako Scott
- 1984: Diamentowa afera (The Cartier Affair) jako Curt Taylor
- 1985: Masakra na London Bridge (The Bridge Across Time) jako Don Gregory
- 1988: Perry Mason i Pani z Jeziora (Perry Mason: The Case of the Lady in the Lake) jako Billy Travis
- 1989: Ogień i deszcz (Fire and Rain) jako dr Dan Meyer
- 1991: Nieustraszony 2000 (Knight Rider 2000) jako Michael Knight
- 1992: Tropicel Bulkin (The Bulkin Trail) jako Michael Bulkin
- 1992: Pierścień muszkieterów (Ring of the Musketeers) jako John Smith D’Artagnan
- 1994: Lawina (Avalanche) jako Duncan Snyder
- 1996: Gridlock jako Jake Gorsky
- 1996: 65th Annual Hollywood Christmas Parade jako Grand Marshal
- 1997: Nocny człowiek (NightMan)
- 1998: Nick Fury (Nick Fury: Agent of Shield) jako pułkownik Nicholas 'Nick' Joseph Fury
- 2000: Jedyna prawdziwa miłość (One True Love) jako Mike Grant
- 2001: Doktor Jekyll i Pan Hyde: Musical (Jekyll & Hyde: The Musical) jako dr Henry Jekyll/Mr. Edward Hyde
- 2001: Zulus Chaka (Shaka Zulu: The Citadel) jako Mungo Prentice
- 2003: Słoneczny patrol − ślub na Hawajach (Baywatch: Hawaiian Wedding) jako Mitch Buchannon
- 2008: Nieustraszony (Knight Rider) jako Michael Knight, ojciec Mike Traceur'a
- 2008: Anakonda 3: Potomstwo (Anaconda 3: Offspring) jako Hammet
- 2015: Sharknado 3 jako Gilbert Grayson Shepard

### Seriale TV
- 1973: Dean Martin zaprasza (The Dean Martin Show) jako brytyjski strażnik
- 1975–1982: Żar młodości (The Young and the Restless) jako dr William 'Snapper' Foster Jr. #2
- 1980: Statek miłości (The Love Boat) jako Tom Bell
- 1980: Pół pary (Semi-Tough) jako Shake Tiller
- 1981: Statek miłości (The Love Boat) jako Brian
- 1982–1986: Nieustraszony (Knight Rider) jako Michael Knight
- 1989–2000: Słoneczny patrol (Baywatch) jako Mitch Buchannon
- 1995–1997: Nocny patrol (Baywatch Nights) jako Mitch Buchannon
- 1999: Trzecia planeta od Słońca (3rd Rock from the Sun) jako dr Lasker
- 2003: Powtórka z rozrywki (Standing Still) jako Gary Maddox
- 2006: Tak właściwie czyja to kwestia? (Whose Line Is It Anyway?)/amerykański tv show oparty na improwizacji/ jako gwiazdor

### Gry komputerowe
- 2008: Command & Conquer: Red Alert 3 jako wiceprezydent
- 2016: Call of Duty: Infinite Warfare jako Spaceland DJ

## Dyskografia

### Albumy
- 1985: Night Rocker
- 1987: Lovin' Feelings
- 1989: Knight Lover – Szwajcaria #17
- 1989: Looking for Freedom – Niemcy #1, Szwajcaria #3
- 1990: Crazy for You – Szwajcaria #1
- 1991: David – Niemcy #12, Szwajcaria #7
- 1992: Everybody Sunshine – Niemcy #21, Szwajcaria #17
- 1993: You are Everything – Niemcy #20, Szwajcaria #27
- 1994: Du – Niemcy #43, Szwajcaria #41
- 1995: Looking for … the Best
- 1995: David Hasselhoff – USA Billboard New Artists #2
- 1997: Hooked on a Feeling – Szwajcaria #41
- 2000: Magic Collection
- 2004: David Hasselhoff Sings America – Niemcy #27, Austria #11
- 2004: The Night Before Christmas
- 2005: David Hasselhoff Sings America Gold Edition
- 2011: A Real Good Feeling
- 2012: This Time Around
- 2017: Guardians Inferno

### Single
- 1983: „I Get the Message”
- 1985: „Do You Love Me”
- 1985: „Life Is Mostly Beautiful with You”
- 1985: „Night Rocker”
- 1988: „Looking for Freedom” – Niemcy #1, Szwajcaria #1, Austria #1, Holandia #22
- 1989: „Our First Night Together” – Szwajcaria #14
- 1989: „Is Everybody Happy?” – Niemcy #14, Szwajcaria #8
- 1990: „Crazy for You” – Niemcy #18, Switzerland #21
- 1991: „Gipsy Girl”
- 1991: „Hands Up for Rock ’n’ Roll”
- 1991: „Do the Limbo Dance” – Niemcy #12, Szwajcaria #19
- 1991: „Casablanca”
- 1992: „Everybody Sunshine” – Szwajcaria #27
- 1992: „The Girl Forever”
- 1992: „Darling I Love You”
- 1993: „Dance Dance d’Amour”
- 1993: „Wir zwei allein” (duet z Gwen) – Niemcy #9, Szwajcaria #10
- 1993: „Pingu Dance”
- 1993: „If I Could Only Say Goodbye” – Wielka Brytania #35
- 1994: „The Best Is Yet to Come”
- 1994: „Summer of Love”
- 1994: „Du”
- 1994: „Au Ciel, Une Etoile” (z Nadège)
- 1995: „I Believe” (z Laurą Branigan)
- 1996: „Hooked on a Feeling”
- 1997: „More Than Words Can Say” (1998 w duecie z Heleną Vondráčkovą; 2000 z Regine Velasquez)
- 2006: „Jump in My Car” – Australia #50, Wielka Brytania #3
- 2011: „Pina Colada Girl”
- 2011: „It’s a Real Good Feeling”
- 2011: „California Girl”
- 2013: „Am I Ever Gonna See Your Face Again”
- 2015: „True Survivor”
- 2017: „The Song Of Summer” (z Seven Bucks, Loganem Paulem & Desiigner)
- 2017: „Guardians Inferno”
- 2019: „(You Made the) Summer Go Away” (z Blümchen)
- 2019: „Open Your Eyes” (z Jamesem Williamsonem)
- 2021: „The Passenger”
- 2021: „(I Just) Died in Your Arms”

## Nagrody
| Rok  | Nagroda               | Kategoria                                                        |
| ---- | --------------------- | ---------------------------------------------------------------- |
| 1983 | People’s Choice Award | Ulubiony wykonawca w nowym serialu telewizyjnym                  |
| 1986 | Nagroda „Bravo”       | Brązowa statuetka Bravo Otto dla najlepszej gwiazdy telewizyjnej |
| 1988 | Nagroda „Bravo”       | Złota statuetka Bravo Otto dla najlepszej gwiazdy telewizyjnej   |
| 1989 | Nagroda „Bravo”       | Srebrna statuetka Bravo Otto dla najlepszego piosenkarza         |
| 1989 | Nagroda „Bravo”       | Złota statuetka Bravo Otto dla najlepszej gwiazdy telewizyjnej   |
| 1990 | Nagroda „Bravo”       | Złota statuetka Bravo Otto dla najlepszej gwiazdy telewizyjnej   |
| 1990 | Bambi                 | Pop                                                              |
| 1991 | Nagroda „Bravo”       | Złota statuetka Bravo Otto dla najlepszej gwiazdy telewizyjnej   |
| 1992 | Nagroda „Bravo”       | Brązowa statuetka Bravo Otto dla najlepszej gwiazdy telewizyjnej |

## Publikacje
- David Hasselhoff: Making Waves: The Autobiography. Londyn: Hodder & Stoughton Limited, 2006, s. 288. ISBN 978-0340909294.